# Aulacopilum piliferum
Aulacopilum piliferum là một loài rêu trong họ Erpodiaceae. Loài này được Nog. mô tả khoa học đầu tiên năm 1953.